# Elbrouz
Vous lisez un « bon article » labellisé en 2008.  Il fait partie d'un « thème de qualité ».
Ne doit pas être confondu avec Elbourz.
L'Elbrouz ou Elbrous, en russe Эльбрус, Elbrous ou El'brous, en karatchaï-balkar Минги тау, Miñi taw, /miŋŋi taw/, situé sur la bordure septentrionale du Caucase, en Russie, est le point culminant de cette chaîne de montagnes, du pays, ainsi que de l'Europe avec 5 643 mètres d'altitude. Il s'agit d'un volcan ayant connu des éruptions jusqu'au début de notre ère, et il a fait naître des légendes comme celle voulant que Prométhée ait été enchaîné à ses deux pics principaux pour avoir offert le feu aux hommes. Il est recouvert de nombreux glaciers et, même si l'ascension est techniquement facile et dispose de moyens mécaniques sur l'itinéraire principal, il reste difficile d'accès en raison de ses conditions climatiques rigoureuses et changeantes. Ainsi, le point culminant n'est vaincu qu'en 1874 et la montagne, devenue un symbole de conquête, a fait de nombreux morts. Malgré des problèmes environnementaux dus à la fréquentation, la faune et la flore relativement riches sont protégées par un parc national depuis 1986.

## Toponymie et étymologie
Le nom Elbrouz est une métathèse de Elbourz, terme issu des textes sacrés des zoroastriens, l'Avesta, qui désignèrent une montagne légendaire sous le terme Harā Bərəzaitī signifiant « sentinelle élevée ». Après l'islamisation de la Perse, elle aurait pris le nom arabisé de Harborz puis Alborz, apparenté à l'Elbrouz. Il pourrait y avoir un lien entre le nom Elbrouz et la racine indo-européenne -alba signifiant « montagne » et « blanc », que l'on retrouve dans Albanie et Alpes.
Les Anciens appelaient cette montagne Strobilus (« cône de pin » en latin, un emprunt du grec strobilos signifiant « objet tordu », un terme de biologie établi de longue date pour décrire la forme du volcan) et pensaient que Zeus y avait enchaîné Prométhée, le Titan qui avait volé le feu aux dieux pour l'offrir aux hommes, sans doute en référence à son ancienne activité éruptive. Aujourd'hui encore, la montagne porte différents noms suivant les régions : Jin-Padishah en turc, déformation du perso-arabe, Albar ou Albors en persan signifiant « grand », Ialbuzi ou Yalbuz (იალბუზი) en géorgien signifiant « crinière de neige », Uashkhemakhue' (УIэщхэмахуэ) en adyguéen signifiant « montagne de la joie », ou encore Mingi tau (Минги тау) en karatchaï-balkar signifiant « mont éternel ».

## Géographie

### Situation

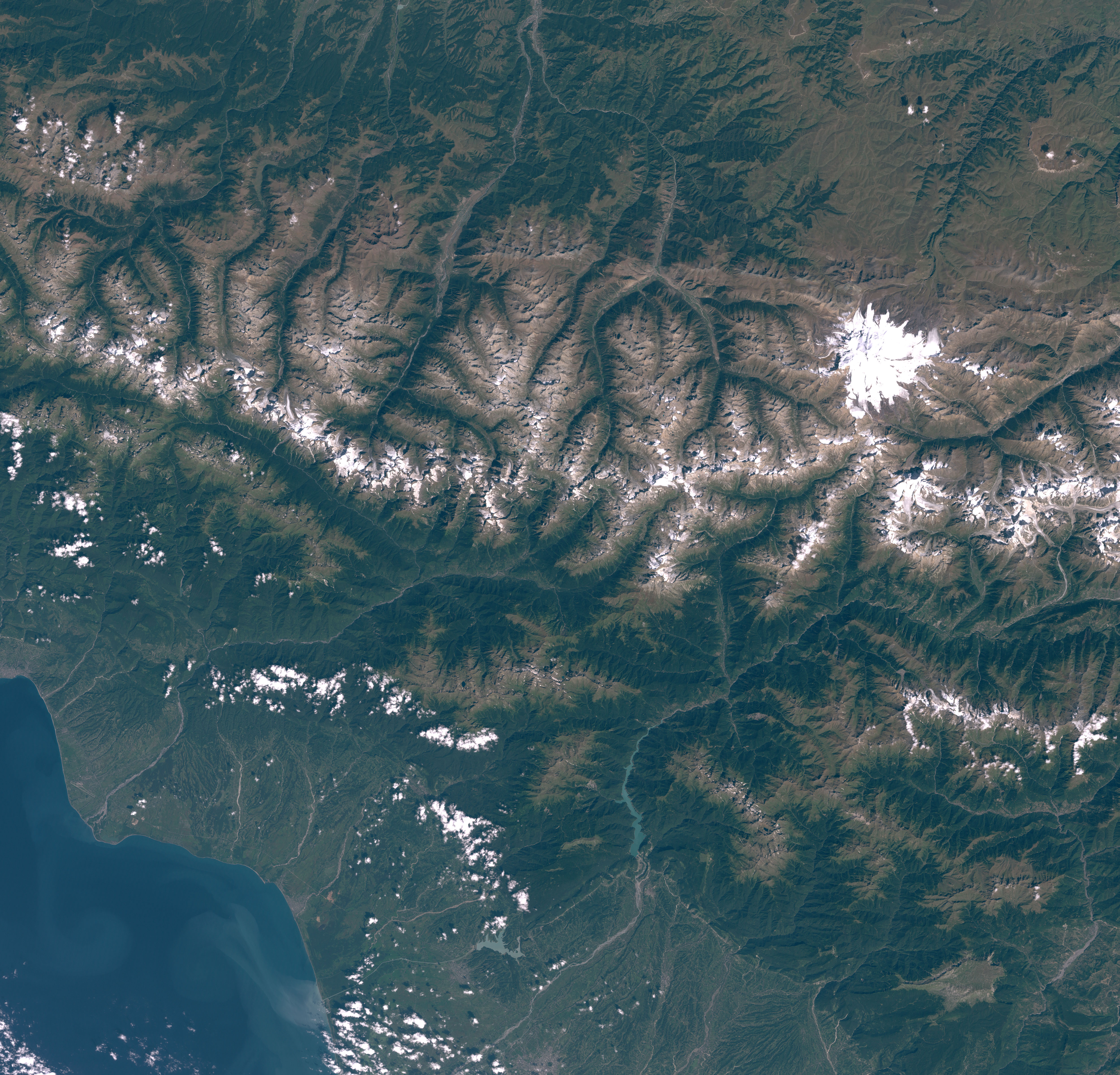
Vue satellite de la région occidentale du Caucase. Les crêtes enneigées marquant la ligne de partage des eaux sont visibles sous la forme d'un liseré blanc ; le mont Elbrouz est la tache blanche au nord de celui-ci.

L'Elbrouz s'élève dans le Nord-Ouest du Caucase, à cent kilomètres de la mer Noire et à 370 kilomètres de la mer Caspienne d'où il est possible de l'apercevoir par temps exceptionnellement clair. Avec ses 5 643 mètres d'altitude, il constitue le point culminant de cette chaîne de montagnes qui marque traditionnellement la frontière entre l'Asie et l'Europe, au même titre que l'Oural. Se situant à onze kilomètres au nord de la ligne de partage des eaux marquant la frontière avec la Géorgie, il est partagé entre les territoires respectifs des républiques autonomes de Kabardino-Balkarie et de Karatchaïévo-Tcherkessie. Il constitue à la fois le plus haut sommet de la Russie et celui du « Vieux Continent », loin devant les 4 806 mètres d'altitude du mont Blanc. Il se trouve à 65 kilomètres au sud-sud-ouest de la ville de Kislovodsk et à 80 kilomètres à l'ouest-sud-ouest de Naltchik.

### Topographie

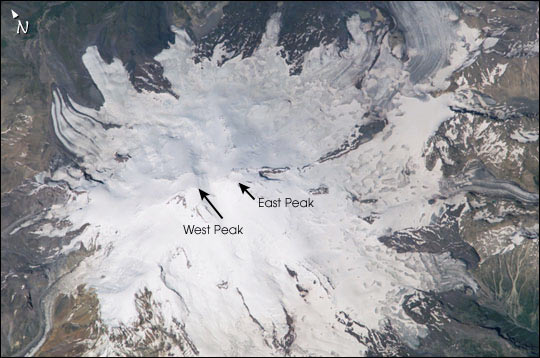
Vue satellite de l'Elbrouz et de ses deux sommets depuis la station Mir.

L'Elbrouz est un volcan endormi presque symétrique, selon un plan vertical, possédant deux pics principaux, de chaque côté d'un col situé à 5 416 mètres d'altitude : le sommet occidental est le point culminant à 5 643 mètres d'altitude tandis que le sommet oriental s'élève à 5 621 mètres. Le cratère de 300 à 400 mètres de diamètre, situé au sommet du pic oriental, a été progressivement comblé de neige et de glace. Les névés du volcan, couvrant une superficie de 138 km2, alimentent vingt-deux (ou vingt-trois selon les sources) glaciers principaux et soixante-dix-sept glaciers secondaires qui donnent naissance aux rivières Baksan, Kouban et Malka,. Certains de ces glaciers, étudiés par des scientifiques depuis les années 1930, peuvent atteindre 400 mètres d'épaisseur mais tous sont en retrait, ayant perdu entre 80 et 500 mètres de longueur. Les deux principaux s'appellent Bolchoï Azaou (« le grand Azaou »), avec une superficie de 23 km2 et une longueur de 9,28 km, et Irik, avec une superficie de 10,2 km2 et une longueur de 9,31 km. Cette activité glaciaire a formé de nombreux lacs peu étendus mais profonds,.
| Carte topographique et animations en trois dimensions représentant l'Elbrouz. |  | Carte topographique et animations en trois dimensions représentant l'Elbrouz. |  | Carte topographique et animations en trois dimensions représentant l'Elbrouz. |
| Carte topographique et animations en trois dimensions représentant l'Elbrouz. |  |                                                                               |  |                                                                               |

### Géologie
Le Caucase est formé par la collision vers le nord de la plaque arabique contre la plaque eurasienne provoquant de nombreux séismes dans la région. La zone de failles est complexe et le déplacement en grande partie latéral au niveau de l'Anatolie et de l'Iran empêche la création d'un phénomène de subduction et explique la rareté des volcans dans la chaîne de montagne. L'Elbrouz est donc une des rares exceptions, constitué à la fois de roches métamorphiques (schistes, gneiss) et de roches magmatiques (granite, rhyolite, tuf).
L'Elbrouz aurait commencé à se former il y a 10 millions d'années. Les éjectas issus du volcan couvrent une superficie de 260 km2. Des fragments de rhyolite et de rhyodacite ainsi que des formations de tuf et d'ignimbrite ont été trouvés et ont permis de dater à l'uranium-plomb la formation de la caldeira principale vers −700 000 ans, correspondant probablement à la fin d'un cycle éruptif majeur. Des datations géochronologiques ont mis en évidence des cycles éruptifs postérieurs synchrones dans différents foyers magmatiques du Grand Caucase, démontrant l'origine géologique commune de cette activité volcanique. Il arrive que de modestes fumerolles s'échappent encore parfois du flanc oriental du volcan, au niveau de l'ancienne coulée de lave de 24 kilomètres de long orientée depuis le cratère vers le nord-nord-est, et des sources chaudes prennent naissance sur les versants de la montagne.

### Climat
L'Elbrouz se situant dans l'hémisphère nord, la période estivale, la moins rigoureuse, se déroule de juin à mi-septembre avec une moyenne de 50 % de jours ensoleillés propices à l'ascension du sommet. Malgré tout, les vents, dominés par des masses d'air d'ouest, peuvent devenir violents et les températures chuter très rapidement. Au-delà de 4 000 mètres d'altitude, même en été, des conditions de blizzard arctiques avec une visibilité quasi nulle peuvent se mettre en place. Il n'est pas rare que le vent dépasse 100 km/h. En hiver, la température peut chuter en dessous de −50 °C au sommet, mais, dans les vallées, des courants d'air descendants chauds et secs peuvent provoquer d'importantes chutes de neige. À basse altitude, la moyenne des précipitations est de 500 mm et peut atteindre 1 000 mm certaines années, tandis qu'au-delà de 2 000 mètres, elles peuvent dépasser 1 500 mm.

### Faune et flore

#### Flore

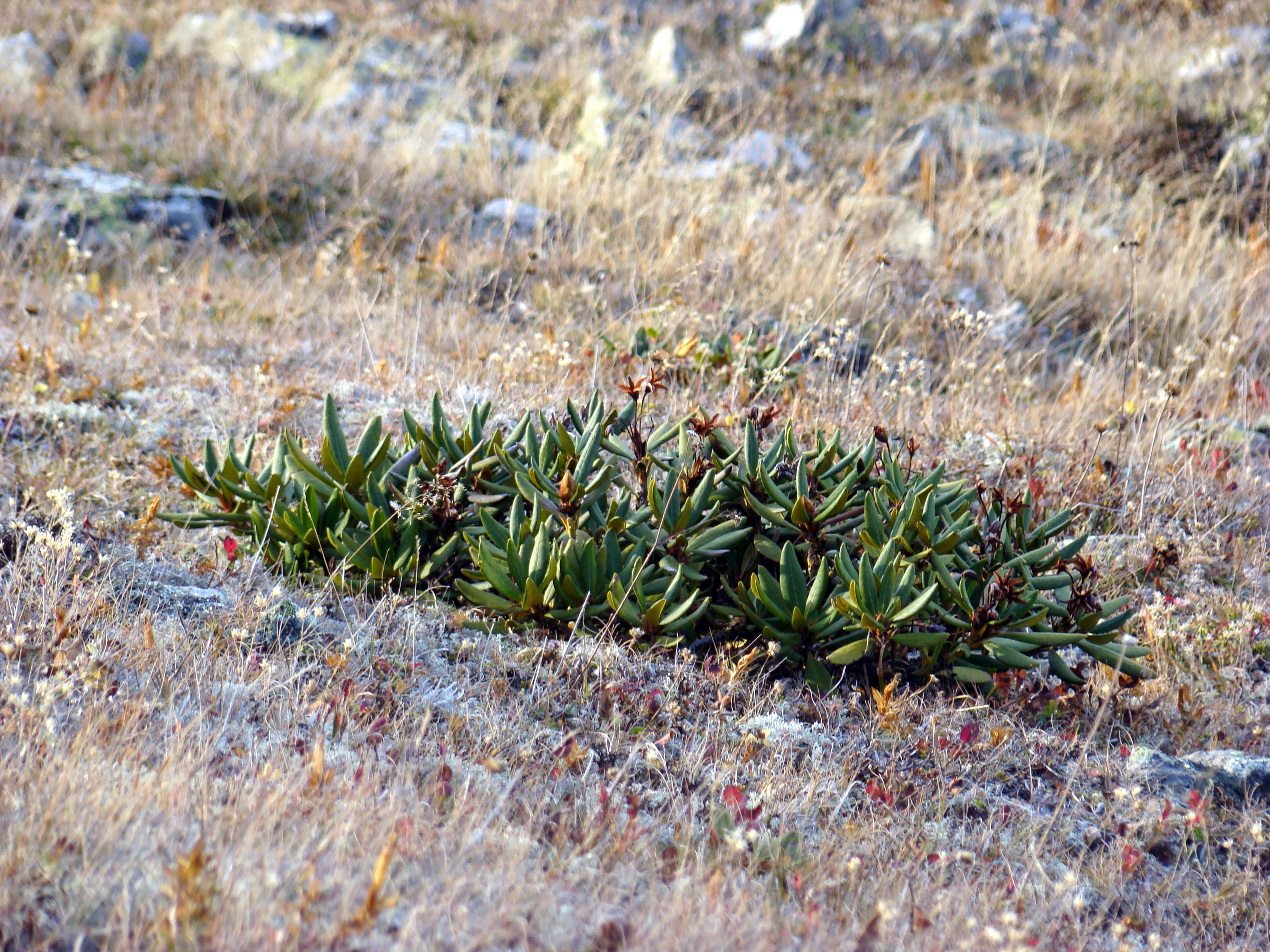
Le rhododendron du Caucase.

Sur le versant septentrional, entre 1 900 et 2 300 mètres d'altitude, se trouve une forêt de pins (Pinus kochiana et Pinus sylvestris) avec des bouleaux (Betula sp.) et des frênes des montagnes. Les couloirs à avalanches sont clairement visibles avec la seule présence des feuillus. L'argousier (Hippophae rhamnoides), arbuste au feuillage argenté, est présent dans la vallée du fleuve Baksan. Dans les prairies subalpines, les herbes et les fleurs peuvent atteindre une hauteur de 70 à 80 cm. Un des plus beaux arbustes à fleurs de la région, le rhododendron du Caucase (Rhododendron caucasicum), y pousse. Localement appelé la « rose des Alpes », ses fleurs rose pâle et crème entrent en floraison au début du printemps. Ses racines s'enfoncent profondément dans le sol en pente, ce qui lui permet de résister au vent et à la neige. Entre 2 300 et 3 000 mètres d'altitude, l'étage subalpin laisse place à l'étage alpin et à ses pelouses alpines riches en fleurs. Au-delà, à la limite des glaciers et des névés, les perce-neige fleurissent et des lichens multicolores recouvrent les rochers dépourvus de neige. Entre 3 000 et 3 500 m, à des altitudes où les plantes poussent encore, le Céraiste cotonneux (Cerastium tomentosum), les draves (Draba sp.) et saxifrages (Saxifraga vinnica) peuvent également être trouvés par endroits parmi les lichens.
Sur le versant méridional, jusqu'à 1 600 mètres d'altitude, poussent les hêtres, les charmes, les érables et les frênes. Entre 1 600 et 2 100 mètres d'altitude se trouve une forêt de sapins. Au-delà, les pelouses alpines offrent des espèces de fleurs souvent absentes sur le versant septentrional.
Les forêts de haute montagne sont riches en champignons et en baies sauvages : fraises des bois (Fragaria vesca), myrtilles (Vaccinium myrtillus), cassis (Ribes nigrum) et framboises (Rubus idaeus).

#### Faune
Le Caucase possède une faune riche. Les forêts abritent l'ours brun (Ursus arctos), différents cervidés, la martre des pins, le chat sauvage, le putois, la taupe, l'écureuil ou encore la souris.

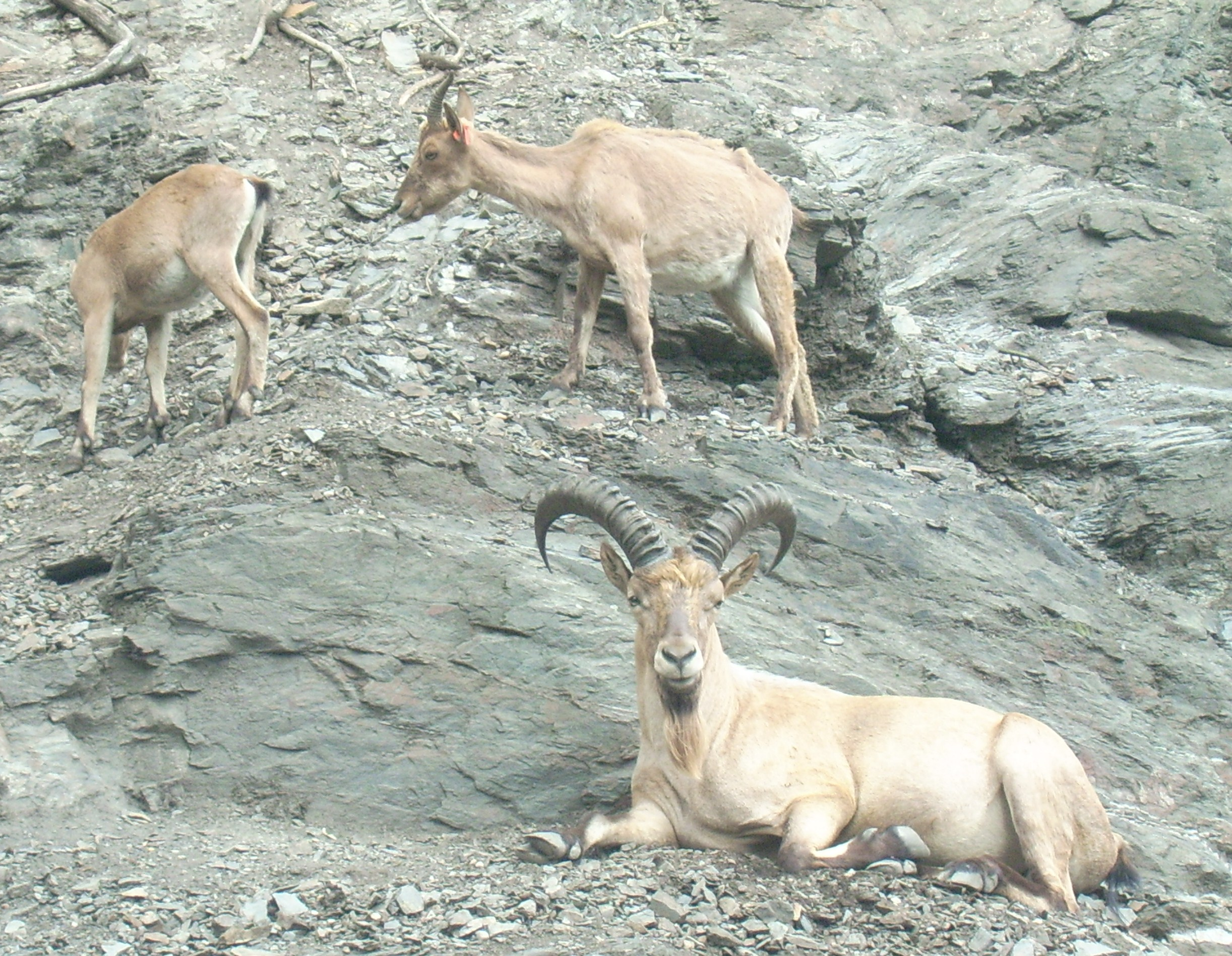
Le tur du Caucase occidental.

Dans les alpages vivent le chamois (Rupicapra rupicapra caucasica) et la chèvre sauvage des montagnes (Capra aegagrus aegagrus), à la frontière entre les forêts et les prairies alpines, où ils se nourrissent d'herbes et de jeunes pousses d’arbres. Le tur du Caucase occidental (Capra caucasica) vit sur les hauteurs pendant la journée, en groupes de huit à dix individus, et descend paître dans les prairies alpines en fin de journée. Pendant les mois d'hiver, ils forment de plus grands troupeaux et se déplacent vers les vallées. En hiver, lorsque la nourriture est plus difficile à trouver, le tur – comme beaucoup d'animaux – devient la proie des loups (Canis lupus).
Les renards chassent également sur les pentes de l’Elbrouz, notamment les petits rongeurs, comme les souris des bois (Apodemus sylvaticus) et campagnols (Microtus sp.). Le lynx (Lynx lynx) a pour proies le tétraogalle du Caucase (Tetraogallus caucasicus) et d'autres oiseaux, ainsi que les lièvres (Lepus europaeus), le chevreuil (Capreolus capreolus), les jeunes turs et chamois. La belette d'Europe (Mustela nivalis) — qui mesure seulement 20 cm du nez à la queue — est également un prédateur féroce, elle chasse un grand nombre de rongeurs. Les sangliers (Sus scrofa) sont communs, et forment des groupes de huit à quinze individus.

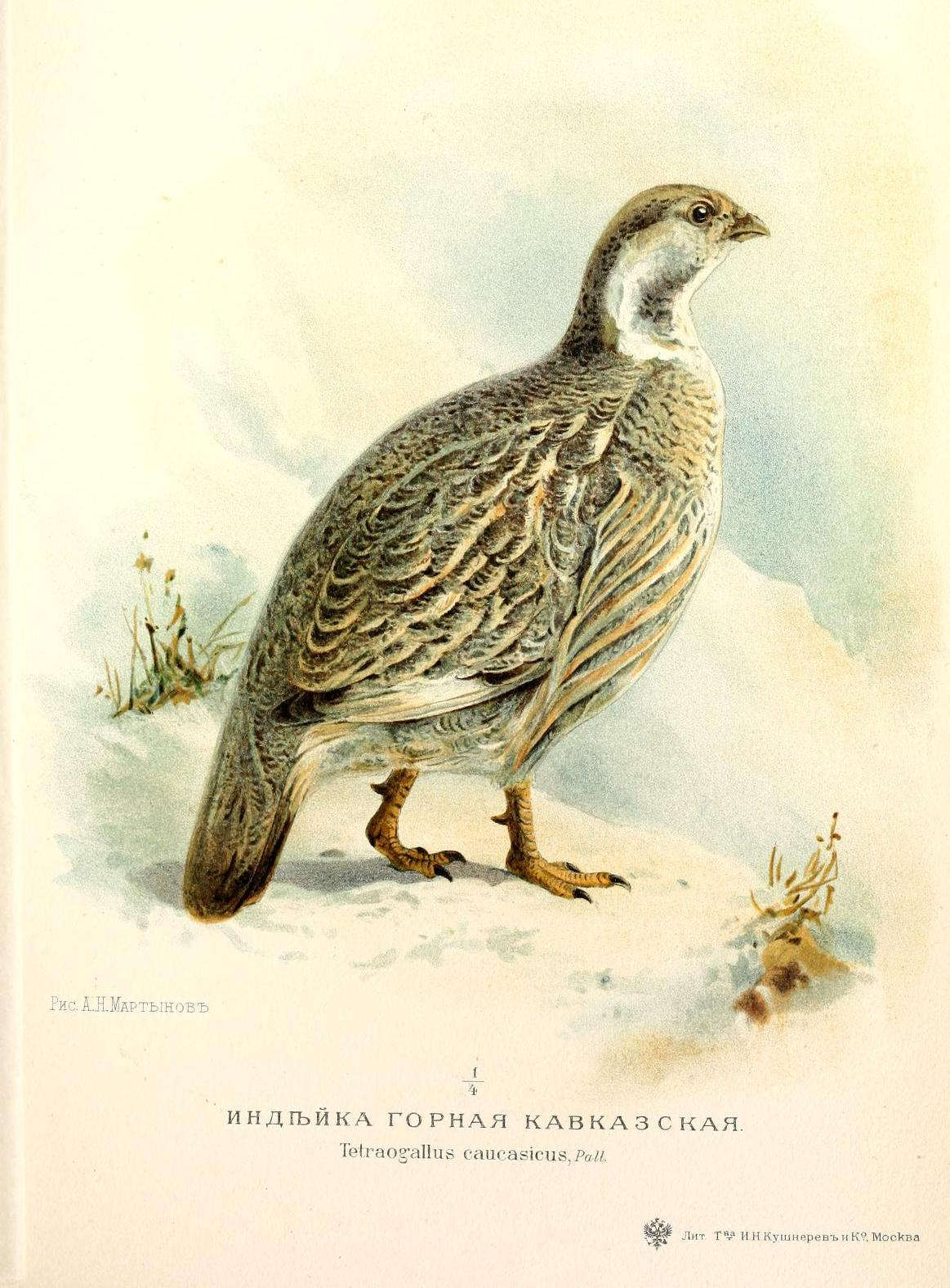
Le tétraogalle du Caucase.

De nombreux oiseaux peuplent les forêts autour de l'Elbrouz. Parmi elles se trouvent six espèces menacées : le tétras du Caucase (Lyrurus mlokosiewiczi), le faucon sacre (Falco cherrug), l'aigle royal (Aquila chrysaetos), le faucon pèlerin (Falco peregrinus), l'aigle impérial (Aquila heliaca) et le gypaète barbu (Gypaetus barbatus). Parmi les autres oiseaux présents dans ces forêts figurent le cincle plongeur (Cinclus cinclus), le bec-croisé perroquet (Loxia pytyopsittacus), le chardonneret élégant (Carduelis carduelis), le roselin tacheté (Carpodacus rubicilla), la bergeronnette des ruisseaux (Motacilla cinerea), le chocard à bec jaune (Pyrrhocorax graculus), la chouette hulotte (Strix aluco), le hibou grand-duc (Bubo bubo) et la grive musicienne (Turdus philomelos). Bien que l'Elbrouz ne se trouve pas directement sur une voie migratoire du Grand Caucase, un certain nombre d'oiseaux migrateurs passent néanmoins à proximité au début du printemps et à l'automne, comme les hérons cendrés et pourprés (Ardea cinerea, Ardea purpurea), le cygne tuberculé (Cygnus olor), l'oie cendrée (Anser anser), le canard chipeau (Anas strepera), la sarcelle d'hiver (Anas crecca), quelques grèbes castagneux (Tachybaptus ruficollis) et grues cendrées (Grus grus). Le tétras-lyre vit parmi les bruyères et les rhododendrons, le faisan à basse altitude et, plus haut, le dindon sauvage, la poulette de roches (Ptilopachus petrosus) et le pigeon biset.
De plus, les rivières sont riches en poissons parmi lesquels la truite. Une espèce locale de la truite brune (Salmo trutta fario) nage dans les rivières jusqu'à 3 000 mètres d'altitude et peut vivre plus de cinquante ans. Carnivores, les jeunes se nourrissent d'insectes, de vers et de mollusques ; alors que les adultes s'attaquent à des poissons plus gros, tels que le brochet (Esox lucius). Les truites se nourrissent également de crustacés tels que les gammares (Gammarus pulex).
La vipère de Kaznakov (Vipera kaznakovi), un autre animal menacé, est endémique dans la région. Le triton (Triturus vittatus ophryticus), qui figure également dans le livre rouge de Russie, est présent dans les forêts et sur les pentes de l'Elbrouz jusqu'à une altitude de 2 750 m. D'autres amphibiens relativement courants peuvent être observés : le triton commun (Triturus vulgaris), le pélobate brun (Pelobates fuscus), le crapaud commun (Bufo bufo) et le crapaud vert (Bufo viridis), la rainette verte (Hyla arborea), la grenouille rieuse (Rana ridibunda) et la grenouille brune (Rana macrocnemis).

## Histoire

### Histoire éruptive
La datation des lahars, révélateurs des événements volcaniques, ont permis de mettre en évidence un certain nombre d'éruptions récentes durant l'Holocène, il y a 8150 ± 100, 6200 ± 120, 5100 ± 100, 4060 ± 40 et 2520 ± 60 ans. La dernière éruption du mont Elbrouz a eu lieu entre l'an 50 ± 50 ans et 250 ± 30 ans. Aussi, aucun témoignage n'est disponible mais de nombreuses légendes ont pu naître : en dehors de celle sur Prométhée, une histoire raconte que le prince Besc't, jaloux de ce géant qu'est l'Elbrouz, lui coupa la tête d'un coup de sabre, donnant ainsi naissance aux deux sommets. Le caractère explosif du volcan et la fréquence de ses éruptions peuvent faire craindre pour les populations de Transcaucasie et de Ciscaucasie une nouvelle éruption qui serait dangereuse compte tenu de l'épaisse couche de glace à son sommet.

### Mesure de l'altitude
L'altitude de l'Elbrouz est mesurée avec précision pour la première fois en 1813 par l'astronome russe Vichnevski qui trouve 2 898 toises, soit 5 650 m pour le sommet occidental. Mais les mesures varient beaucoup au cours du XIXe siècle : 5 024 m en 1829 contre 5 637 m en 1837.

### Ascensions

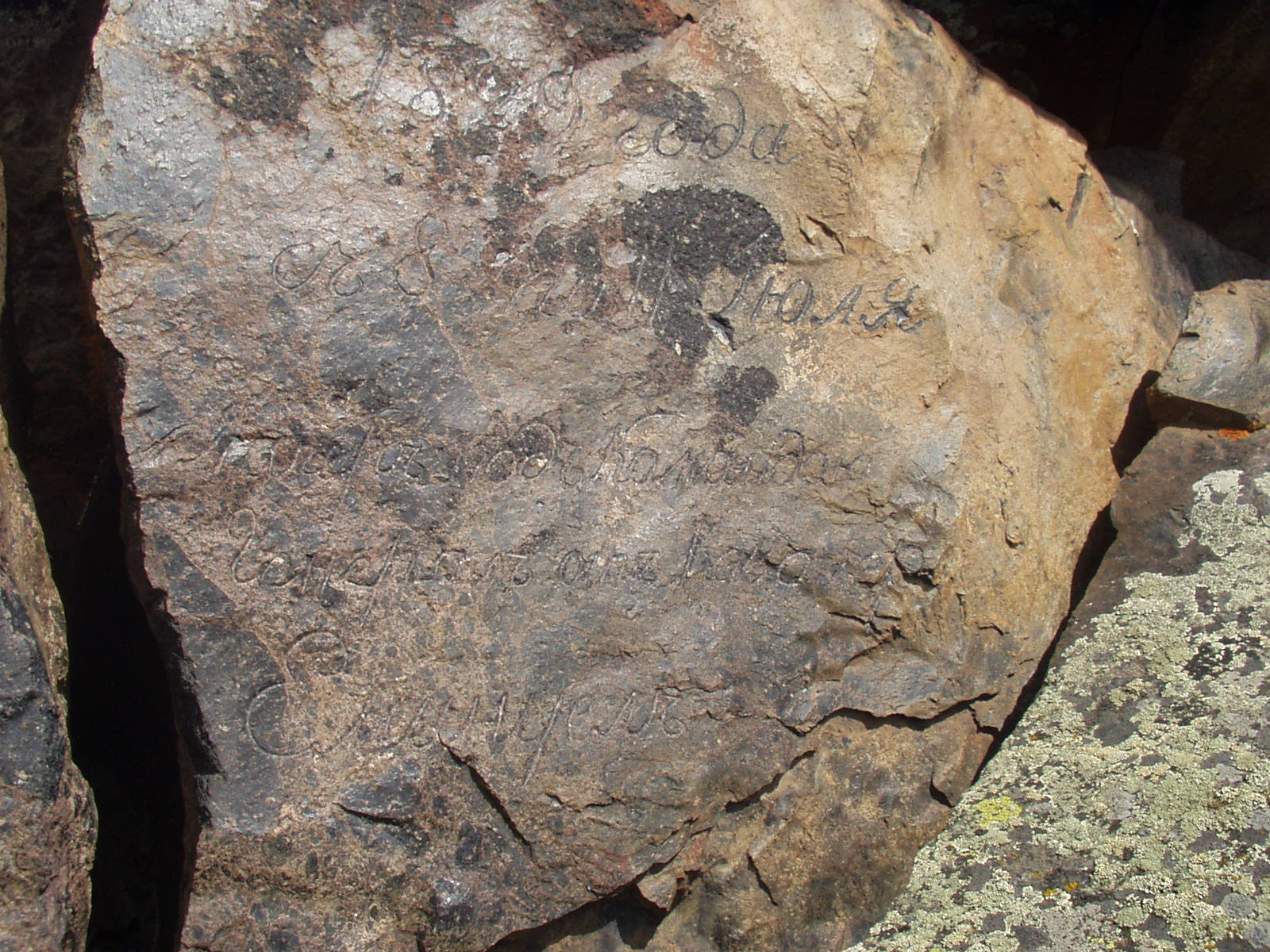
Le « rocher Emmanuel », gravé à l'issue de la première ascension.

La première ascension de l'un des sommets du mont Elbrouz est réalisée dans le cadre d'une expédition scientifique, organisée par l'Académie des sciences de Russie, sur la proposition et sous la supervision du commandant de la ligne fortifiée du Nord-Caucase, le général Emmanuel. Cette expédition est composée par d'éminents scientifiques : le professeur Adolf Kupfer, fondateur de l'Observatoire de géophysique de Saint-Pétersbourg, le physicien Emil Lenz, le zoologiste Édouard Ménétries, fondateur de la Société entomologique de Russie, le botaniste Carl Anton von Meyer, qui devient plus tard académicien et directeur du Jardin botanique de Moscou, l'artiste et architecte Giuseppe Marco Bernardazzi, qui a fait le premier dessin du mont Elbrouz, et le voyageur hongrois Janos Besse,,. L'ascension est réalisée par la face nord du mont Elbrouz depuis le cours supérieur de la rivière Malka,. Le 22 juillet 1829 à midi, Killar Khaсhirov, un guide karatchaï ou kabarde atteint le sommet oriental,,. Deux blocs de basalte sont prélevés au sommet : le premier est envoyé à Saint-Pétersbourg et le second est confié à Besse et rapporté au Musée national hongrois de Budapest. Les autres grimpeurs atteignent une hauteur d'environ 5 300 mètres. La première ascension de l'Elbrouz est accueillie par trois salves de fusil. En mémoire du chef de l'expédition, un texte est taillé dans un bloc de roche, à proximité du camp de base. Le « rocher Emmanuel » n'est découvert qu'en 1932 par des alpinistes soviétiques. La première ascension du sommet oriental de l'Elbrouz est par la suite documentée dans les travaux de nombreux scientifiques russes, en particulier ceux des géographes Piotr Semionov-Tian-Chanski et Gustav Radde.

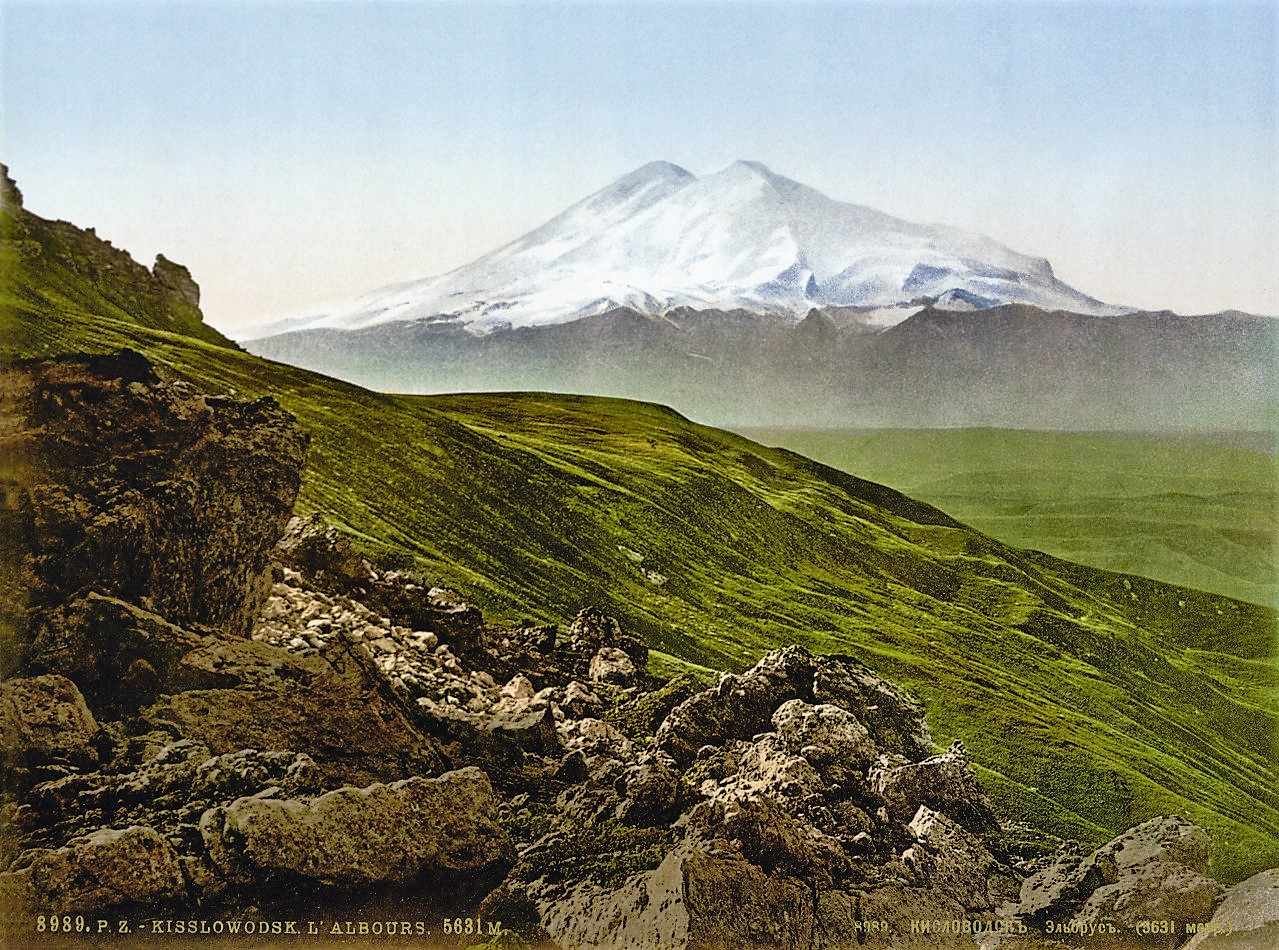
Carte postale du XIX représentant le mont Elbrouz.

En 1868, Douglas William Freshfield, Adolphus Warburton Moore, Charles Comyns Tucker et François Devouassoud deviennent les premiers étrangers à gravir ce même sommet. Enfin, en 1874, le sommet occidental est escaladé par une expédition conduite par le guide balkar Akhia Sottaiev pour le compte du Britannique Florence Crauford Grove accompagnés par Horace Walker, Frederick Gardiner et un guide suisse, Peter Knubel. À la fin du XIXe siècle, l'officier topographe russe Andreï Pastoukhov réalise plusieurs tentatives pour atteindre le sommet, mais son incapacité à s'acclimater correctement provoque plusieurs échecs. Les rochers où il a été contraint de camper lors d'une de ses tentatives portent désormais son nom en l'honneur des connaissances qu'il a apportées sur la montagne.
En 1891, l'Allemand Gottfried Merzbacher et l'Autrichien Ludwig Purtscheller réalisent, en compagnie de deux guides locaux, l'ascension du sommet occidental en seulement huit heures. En 1910, les grimpeurs suisses Googie et De Ramis réalisent la première traversée de l'Elbrouz en escaladant ses deux sommets au cours d'une même ascension. En 1925, A. Japaridze est la première femme à vaincre l'Elbrouz. En 1934, les alpinistes soviétiques V. Korzoun et A. Gousev réalisent la première ascension hivernale. En 1939, Vadim Gippenreiter réalise la première ascension à ski avant de redescendre au refuge des 11.
Durant les premières années de l'Union soviétique, l'alpinisme devient un sport populaire et la fréquentation par des alpinistes, expérimentés ou pas, s'accroît sensiblement. Durant l'hiver 1936, un important groupe du Komsomol tente une ascension et perd de nombreux membres qui glissent sur la glace. L'été de la même année, le sommet est atteint par le physicien britannique Paul Dirac et son ami russe Igor Tamm. En 1956, une ascension en masse de 400 alpinistes est organisée pour marquer le 400e anniversaire de l'annexion de la Kabardino-Balkarie, la république socialiste soviétique autonome où est située la montagne.

### Propagande et Seconde Guerre mondiale
Dans les années 1930, Joseph Staline fait ériger son buste au sommet par des travailleurs soviétiques. Elle porte l'inscription : « Sur le plus haut sommet de l'Europe a été érigé le buste du plus grand homme de tous les temps ». Sa date de disparition n'est pas connue avec précision.

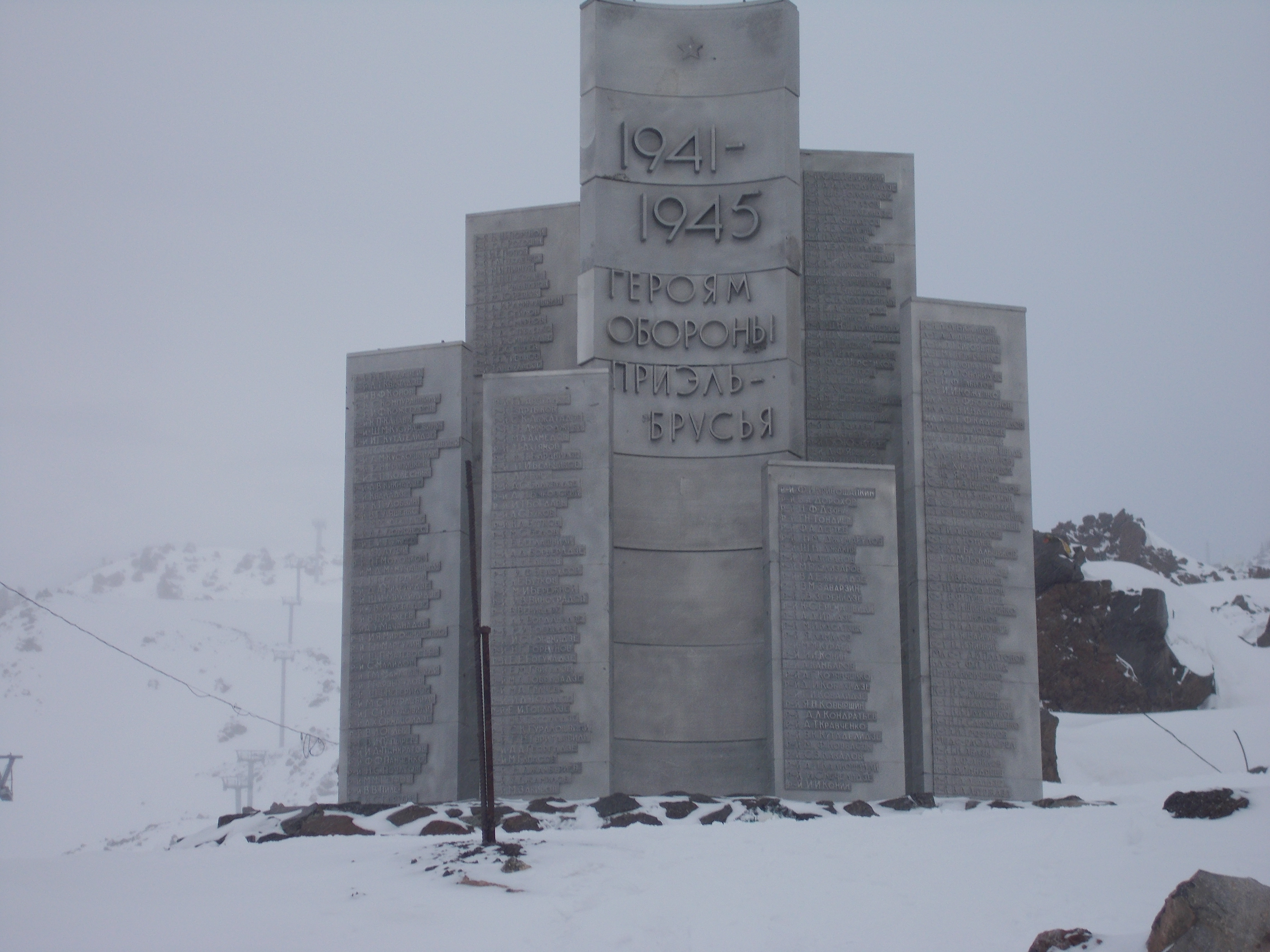
Mémorial érigé en hommage aux défenseurs de l'Elbrouz.

À la recherche de sources de carburants stables, la Wehrmacht pousse ses conquêtes vers les champs pétroliers de Bakou au bord de la mer Caspienne et, lors de la bataille du Caucase, occupe brièvement la montagne avec un contingent alpin d'environ 10 000 hommes (Gebirgsjäger) au milieu de l'année 1942, dans l'espoir de franchir la chaîne du Caucase pour poursuivre sa route vers le sud-est. Selon certains témoignages, lorsque Hitler apprend la nouvelle qu'un détachement de montagne de la division Edelweiss a été envoyé escalader le sommet de l'Elbrouz afin d'y planter le drapeau nazi, il entre dans une crise de colère, qualifiant la réalisation d'« acrobatie », et menace de la cour martiale le général commandant la division. Une histoire probablement apocryphe raconte qu'un pilote soviétique a reçu une médaille pour avoir bombardé le principal refuge de montagne de l'époque, le refuge des 11 (Priyout 11), construit entre 1929 et 1932, alors qu'il était occupé par l'ennemi. Plus tard, il a été suggéré que le pilote soit à nouveau décoré, non pas pour avoir détruit le refuge — finalement laissé intact — mais plutôt pour avoir détruit le stockage de fioul voisin du refuge à 4 160 m d’altitude. En janvier 1943, les combats entre l'Armée rouge et la Wehrmacht se soldent par le retrait des troupes allemandes au prix de nombreuses victimes dans les deux camps. En 1971, un musée de la guerre et un monument commémoratif sont construits à la station Mir, à 3 470 mètres d'altitude, afin de rendre hommage aux victimes de ces événements, dont beaucoup ont été enfouies sous les neiges éternelles et n'ont jamais reçu de sépulture ; accessible grâce à un téléphérique, le musée attire environ 9 000 visiteurs par an qui peuvent aussi bénéficier d’un panorama à 360° sur le sommet de l'Elbrouz et les montagnes environnantes.

### Jeux olympiques
Le 1er février 2014, en parallèle du relais principal, la flamme olympique des Jeux olympiques de Sotchi, protégée sous une lanterne en raison des rafales de vent, est allumée au sommet de l'Elbrouz par les alpinistes Abdoul Khalim Olmezov, président de la Fédération d'alpinisme de Kabardino-Balkarie, et Karina Mezova, qui compte 130 ascensions de la montagne à son actif.

## Activités

### Remontées mécaniques

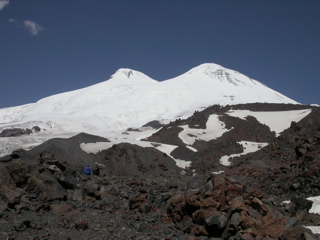
Les deux pics du mont Elbrouz.

Trois remontées mécaniques permettent d'emmener les visiteurs jusqu'à une altitude de 3 847 mètres.
Jusqu'au milieu des années 2000, le premier tronçon est assuré par le téléphérique Elbrouz-1, dont la construction a débuté en 1959. Démarrant de la route d'Azaou à 2 180 mètres d'altitude dans la vallée, il mène à l'ancien point de vue (Stari Krougozor, Старый Кругозор) à 2 970 mètres d'altitude au pied de la langue terminale du glacier Mali Azaou qui a reculé depuis la construction de l'installation. Sa longueur est de 1 740 mètres, avec un dénivelé de 650 mètres. Le deuxième tronçon, construit en 1976, mène à la station Mir à 3 470 mètres d'altitude. Sa longueur est de 1 800 mètres, avec un dénivelé de 500 mètres. Enfin, le dernier tronçon est un télésiège monoplace qui permet alors d'éviter une heure de marche aux randonneurs jusqu'aux refuges Garabachi, à 3 847 mètres d'altitude. Construit à la fin des années 1970, il a une longueur de 1 000 mètres, avec un dénivelé de 250 mètres.
En décembre 2006, le premier tronçon du téléphérique est modernisé pour répondre à des exigences de sécurité, grâce à la construction d'un nouveau téléphérique en parallèle de celui existant. Puis, en août 2009, une nouvelle télécabine est construite pour atteindre le deuxième tronçon. Enfin, le 27 décembre 2015, la télécabine permettant de monter le troisième tronçon est mise en service, devenant ainsi la deuxième télécabine la plus haute d'Europe après celle de Zermatt en Suisse (3 883 m). Sa capacité est de 750 personnes par heure.
La station de ski fait le gros de son chiffre d'affaires en avril et mai.

### Alpinisme
Il existe de nombreux itinéraires parcourant la montagne. La voie normale, dépourvue de crevasses, continue de manière quasi rectiligne sur les pentes de la montagne depuis l'extrémité du téléphérique jusqu'au sommet. L'été, il n'est pas rare de compter une centaine de personnes réaliser l'ascension par la voie normale chaque jour. Le parcours n'est pas difficile techniquement mais physiquement éprouvant, de par la forte pente et les vents violents. Les ascensions hivernales sont rares et entreprises principalement par des alpinistes chevronnés en raison des conditions climatiques extrêmes. Le tribut annuel moyen est de quinze à trente morts, principalement à cause du manque d'organisation, du faible équipement et de la mauvaise acclimatation entraînant le mal aigu des montagnes lors de certaines tentatives. En 2004, quarante-huit victimes ont été décomptées.

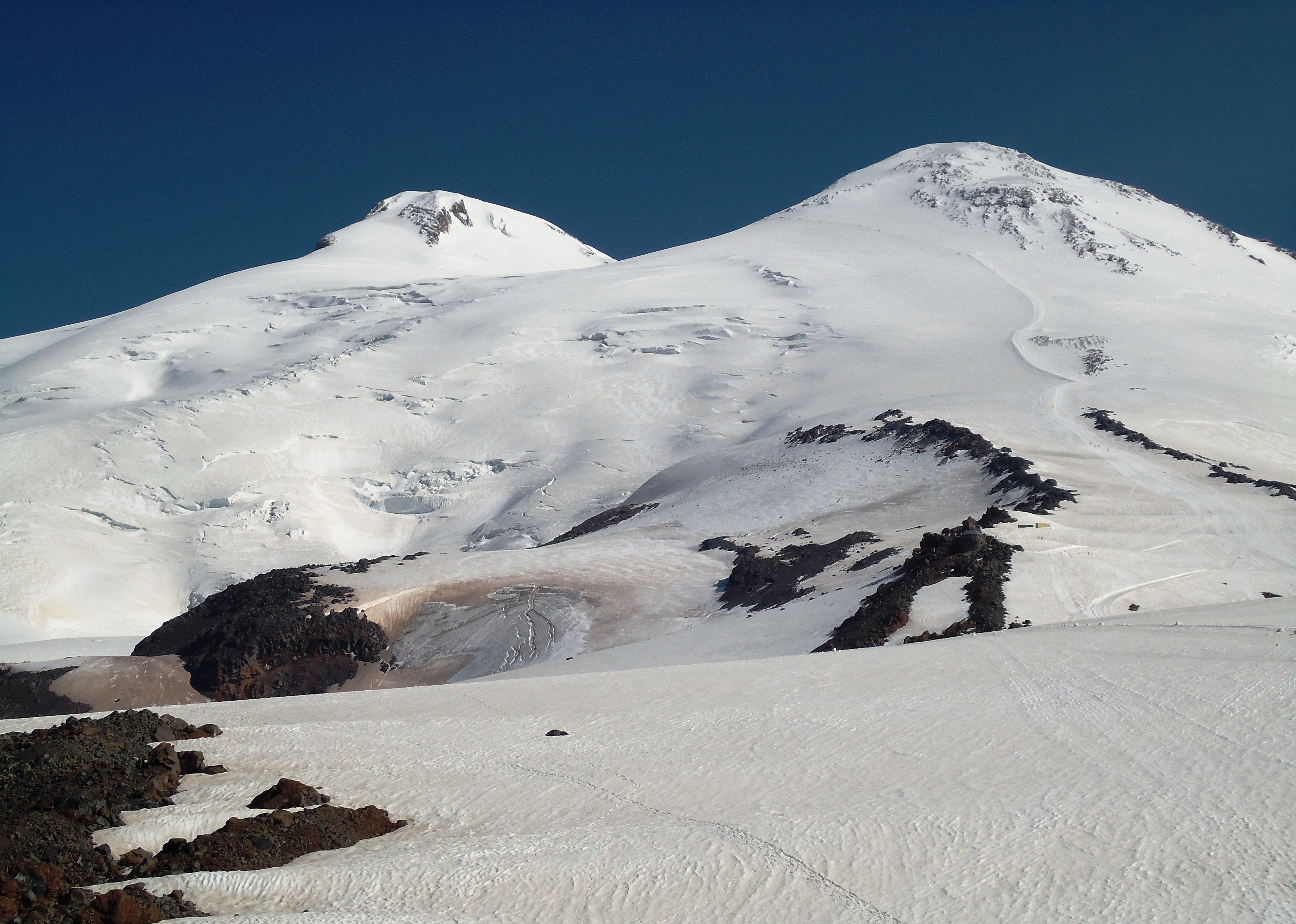
Les deux pics du mont Elbrouz et la voie normale de l'ascension sur les sommets vus d'une altitude de 4000 mètres.

La voie normale, sur le versant méridional, est la plus facile, la plus sûre et la plus rapide en faisant usage des remontées mécaniques jusqu'aux refuges Garabachi proposant 11 cabines cylindriques (Bochki en russe, les « tonneaux ») de 6 lits chacune et un total de 80 couchettes, avec l'eau issue de la fonte du glacier en été et du chauffage électrique. À une heure et demie de marche, à 4 157 mètres d'altitude, se trouve le refuge Diesel, proposant 50 places et construit en 2001 sur le site de l'ancien refuge des 11 accidentellement incendié le 16 août 1998,,. À deux heures de marche supplémentaire, la voie normale passe à proximité des rochers Pastoukhov, jusqu'où il est possible de se rendre en autoneige. Le reste de l'ascension vers les deux pics principaux ne peut se faire qu'à pied en une dizaine d'heures. L'itinéraire est bien balisé mais il peut s'avérer risqué de s'éloigner de plus de cinquante mètres de celui-ci en raison des quelques crevasses ou en cas de sous-équipement. Une variante permet de rejoindre le refuge Diesel depuis le camp de Glace, à 3 680 mètres d'altitude.
Une autre voie permet d'atteindre le sommet depuis Kioukiourtliou-Kolbachi (4 639 m) via le dôme de Koupol à 4 912 mètres, sur le versant occidental de la montagne. Cet itinéraire, beaucoup plus long, est accessible soit depuis le premier tronçon du téléphérique en traversant les moraines en direction du nord-ouest via le col de Khoti Outaou puis en obliquant vers le sommet, soit depuis la vallée de Khourzouk en république de Karatchaïévo-Tcherkessie. Il n'existe aucun refuge mais le terrain est plus propice pour camper.

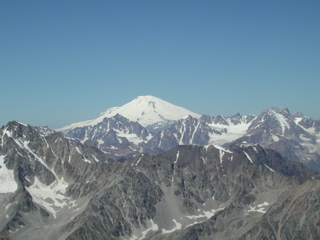
Le mont Elbrouz vu depuis l'est.

D'autres voies par l'est depuis la vallée, le glacier et le col d'Iryk (3 667 m), ou par le nord sont envisageables mais sont plus hasardeuses en raison de l'absence ou de l'obsolescence des aménagements.
À l'époque soviétique, le mont Elbrouz abritait des compétitions de vitesse d'ascension et constituait un entraînement pour les expéditions nationales en Himalaya (1982 et 1989). Les meilleurs alpinistes éprouvaient leur endurance durant cette épreuve prestigieuse. En septembre 1989, Vladimir Balyberdine organise la première course officielle entre le refuge et le col. En 1990, Anatoli Boukreev établit un record en grimpant du refuge au sommet oriental en un temps de 1 heure et 47 minutes. En 2005, avec l'engouement croissant des sports extrêmes et l'accroissement du nombre d'alpinistes en Russie, cette tradition est relancée et une nouvelle course est organisée entre Bochki et le sommet occidental. En 2006, les meilleurs alpinistes des anciennes républiques soviétiques participent à la compétition : Denis Urubko du Kazakhstan, Sergueï Seliverstov et Alexander Kerimov du Kirghizistan, Sergueï Sourmonine de Russie. Pour la première fois, un des itinéraires propose un dénivelé supérieur à 3 000 mètres avec un départ aux clairières d'Azaou à 2 400 mètres d'altitude et une arrivée au sommet occidental. Denis Urubko établit un temps de 3 heures 55 minutes et 58 secondes sur ce parcours. Sur l'itinéraire partant des refuges Garabachi, Svetlana Sharipova est la meilleure féminine avec un temps de 3 heures 21 minutes et 29 secondes. Le 7 mai 2017, l'Équatorien Karl Egloff prend part à l'épreuve du SkyMarathon lors de la Red Fox Elbrus Race (en). Il remporte l'épreuve ascensionnelle de 12,2 kilomètres reliant les clairières d'Azaou jusqu'au sommet en 3 h 24 min 14 s et sans prendre le temps de célébrer sa victoire redescend aussitôt pour compléter l'aller-retour en 4 h 20 min 45 s, établissant un nouveau record
Il est possible d'effectuer le tour du mont Elbrouz. L'itinéraire le plus facile demande entre huit et dix jours de randonnée, avec la traversée de plusieurs glaciers et le franchissement de nombreux cols. Il démarre du village de Baksan dans la vallée du Kirtyk, passe ensuite par le col de Kirtykaouch (3 242 m), redescend vers la rivière Malka où il est possible de découvrir les chutes du Sultan d'une hauteur de quarante mètres près des sources du Jilasu, puis relie Khourzouk après le col de Bourountach (3 072 m) et enfin franchit la rivière Oullou-Kam, le col Khoti Outaou (3 456 m), le glacier d'Azaou pour redescendre vers Terskol et enfin retourner au point de départ.
À la suite de l'éclatement de l'URSS, l'entretien des refuges a pâti des enjeux politiques, remplacés par une activité plus mercantile avec la création de gros complexes hôteliers privés, offrant pour certains les soins des sources chaudes. Toutefois, cette tendance semble se résorber et les autorités ont repris les choses en main.
En septembre 2012, un abri de secours est installé sur la « selle » (Sedlov) de l'Elbrouz, entre le sommet oriental et le sommet occidental, la station EG 5300 (ru). Il s'agit alors du refuge de montagne le plus haut d'Europe. Cependant, l'abri est détruit par les vents en décembre de la même année. En 2013, un nouvel abri d'urgence plus modeste, pouvant accueillir quatre à six personnes, est construit à 300 mètres de la station EG 5300, par la Fédération d'alpinisme de Russie.

### Protection environnementale
Un parc national a été fondé en 1986 sur le versant oriental du mont Elbrouz, autour du bassin de la rivière Baksan, afin de préserver à long terme la vie sauvage tout en promouvant le tourisme. Le parc national de Prielbroussié couvre une superficie de 1 004 km2 divisée en trois zones à réglementation progressive auxquelles s'ajoute une zone tampon de 278 km2. Les glaciers recouvrent 15 % de la superficie du parc.
Pourtant, le tourisme reste un problème environnemental majeur au mont Elbrouz. Les itinéraires les plus fréquentés sont jalonnés de déchets tout le long de l'ascension, les crevasses servent de vide-ordures à ciel ouvert et les toilettes étant dans un état sanitaire déplorable, la neige est parsemée d'excréments,.

## Culture populaire
L'Elbrouz a été représenté par de nombreux artistes.

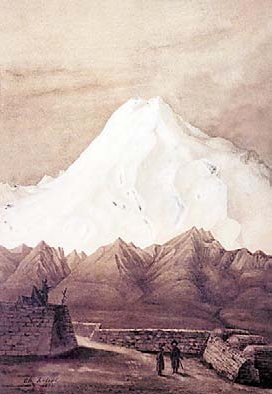
L'Elbrouz surplombant la forteresse de Piatigorsk, par le peintre français Charles-Marie Reboul (1815-1898).
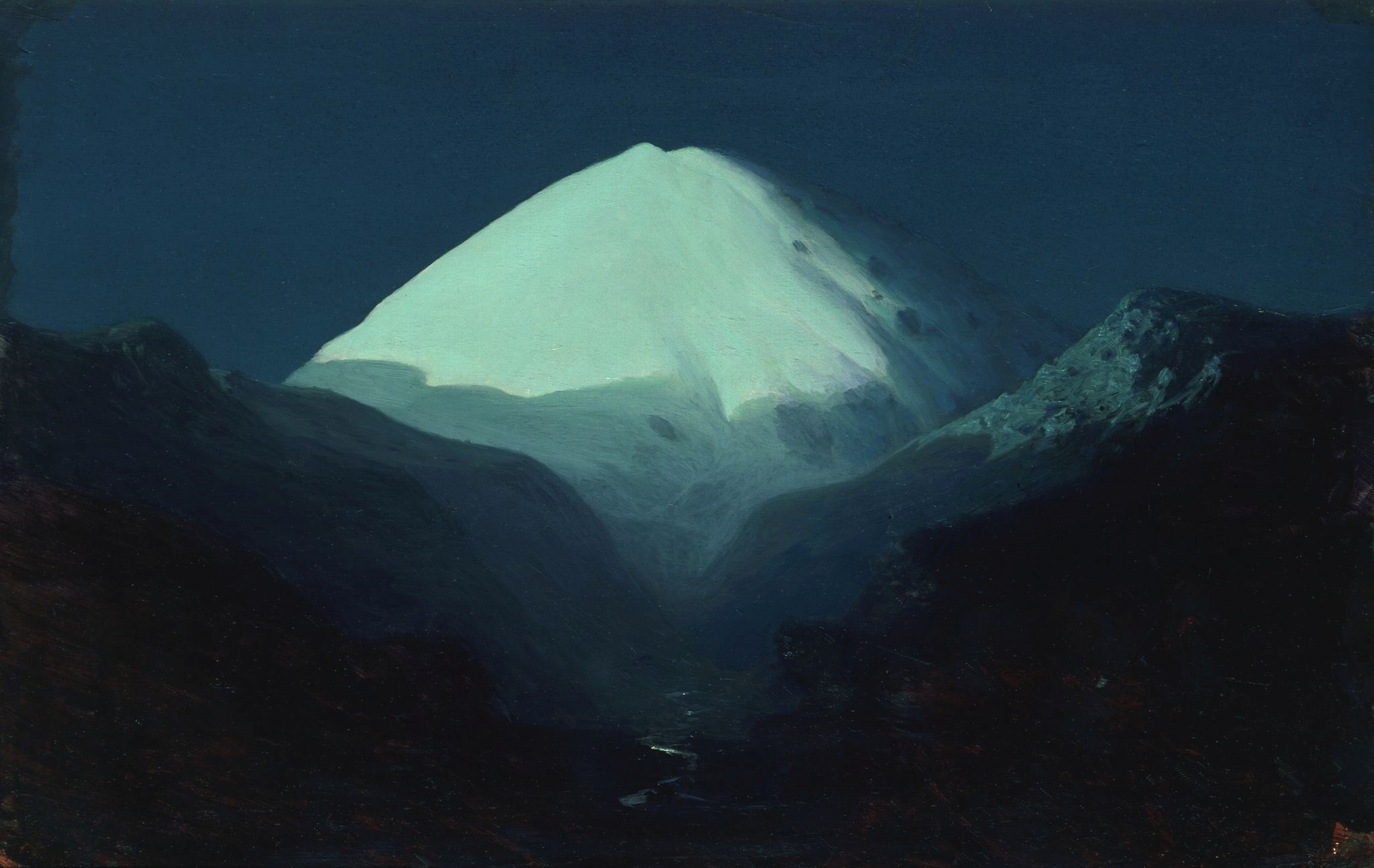
L'Elbrouz par le peintre russe Arkhip Kouïndji (1841-1910).

### Filmographie
- (fr + en) Elbrus, film documentaire réalisé en 2016 par Laurent Jamet